# Lucius Caecilius Metellus Calvus
Lucius Caecilius Metellus Calvus (Kr. e. 2. század) római politikus, az előkelő, plebeius származású Caecilia gens Metellus-ágának tagja, Quintus Caecilius Metellus, Kr. e. 206. consuljának fia. Fivére, Quintus Caecilius Metellus Macedonicus is elérte a consuli rangot Kr. e. 143-ban. Jómaga Kr. e. 142-ben volt consul. Fivérével együtt tanúskodott Quintus Pompeius ellen, amikor uzsoráskodással vádolták meg.
Lucius Dalmaticus nevű fia Kr. e. 119-ben, Quintus Numidicus pedig Kr. e. 109-ben viselte a consuli méltóságot. Caecilia nevű lányát Lucius Licinius Lucullushoz adták feleségül, így ő lett a híres, hasonló nevű hadvezér anyja.